# Stazione di Divino Amore
La stazione di Divino Amore era una fermata ferroviaria posta nei pressi dell'omonimo santuario a Roma sulla ferrovia Roma-Formia-Napoli. Serviva le vicine zone di Castel di Leva, Divino Amore e Falcognana.

## Storia
La fermata venne inaugurata nel 1933 in corrispondenza della progressiva 17+184. Il 14 novembre 1938 venne spostata dalla progressiva chilometrica originaria alla nuova 16+576, in corrispondenza di un casello per avvicinarla al Santuario.
A causa del limitato traffico che la interessava la fermata venne soppressa nel 1963, solo trent'anni dopo l'attivazione, ritenuta non concorrenziale rispetto al trasporto su gomma e mal collegata con altri mezzi pubblici.
Nel 2010 Rete Ferroviaria Italiana effettuò uno studio di fattibilità per la riapertura dell'impianto al servizio viaggiatori, anche se i lavori effettivi per il ripristino non vennero avviati. Un secondo studio effettuato nel 2021 individua il costo di realizzazione della nuova fermata sui 7 milioni di euro.

## Strutture e impianti
La fermata si compone di un fabbricato viaggiatori a due piani ricavato da una casa cantoniera, parte del piano terra era aperto al pubblico e ospitava una piccola sala d'aspetto e la biglietteria a sportello, il lato privato ospitava la cucina; il piano superiore ospitava degli alloggi. Erano presenti due banchine per i due binari di corsa della linea.
La prima fermata, posta nei pressi dell'Ardeatina, disponeva di solamente un piccolo fabbricato.

## Movimento
Data la vicinanza al santuario del Divino Amore la fermata era principalmente interessata dai molti fedeli in pellegrinaggio verso di esso; tuttavia è sempre stata servita da pochi treni.

## Servizi
La stazione disponeva di:
- Biglietteria a sportello
- Sala d'attesa